# Masaya Nakamura
Masaya Nakamura (jap. 中村 雅哉, Nakamura Masaya; * 24. Dezember 1925 in Tokio; † 22. Januar 2017) war ein japanischer Unternehmer und Gründer des Videospieleherstellers Namco. Oft wird er auch der Vater von Pac-Man genannt.

## Leben
Masaya Nakamura schloss sein Studium in Schiffbau 1948 an der Staatlichen Universität Yokohama ab. 1955 gründete er sein Unternehmen Nakamura Seisakusho (engl. Nakamura Amusement Manufacturing Company), das 1977 in Namco umbenannt wurde. Als seine Firma 1980 das Spiel Pac-Man herausbrachte, erlangt sie weltweite Bekanntheit. Nakamura gab 1990 den Vorsitz seines Unternehmens an Tadashi Manabe ab, dieser trat jedoch zwei Jahre später aus gesundheitlichen Gründen zurück und Nakamura übernahm wieder das Amt des Vorsitzenden. 2002 gab er alle seine Ämter bei Namco auf und ging in den Ruhestand. Er widmete sich von nun an seiner Stiftung zum Filmdreh. Masaya Nakamura starb am 22. Januar 2017 im Alter von 91 Jahren.

## Auszeichnungen
- April 1986: Ehrenmedaille Japans
- Oktober 1997: Ehrenpreis des japanischen Ministeriums für Internationalen Handel und Industrie
- April 2007: Orden der aufgehenden Sonne[4]